# Estudios de área

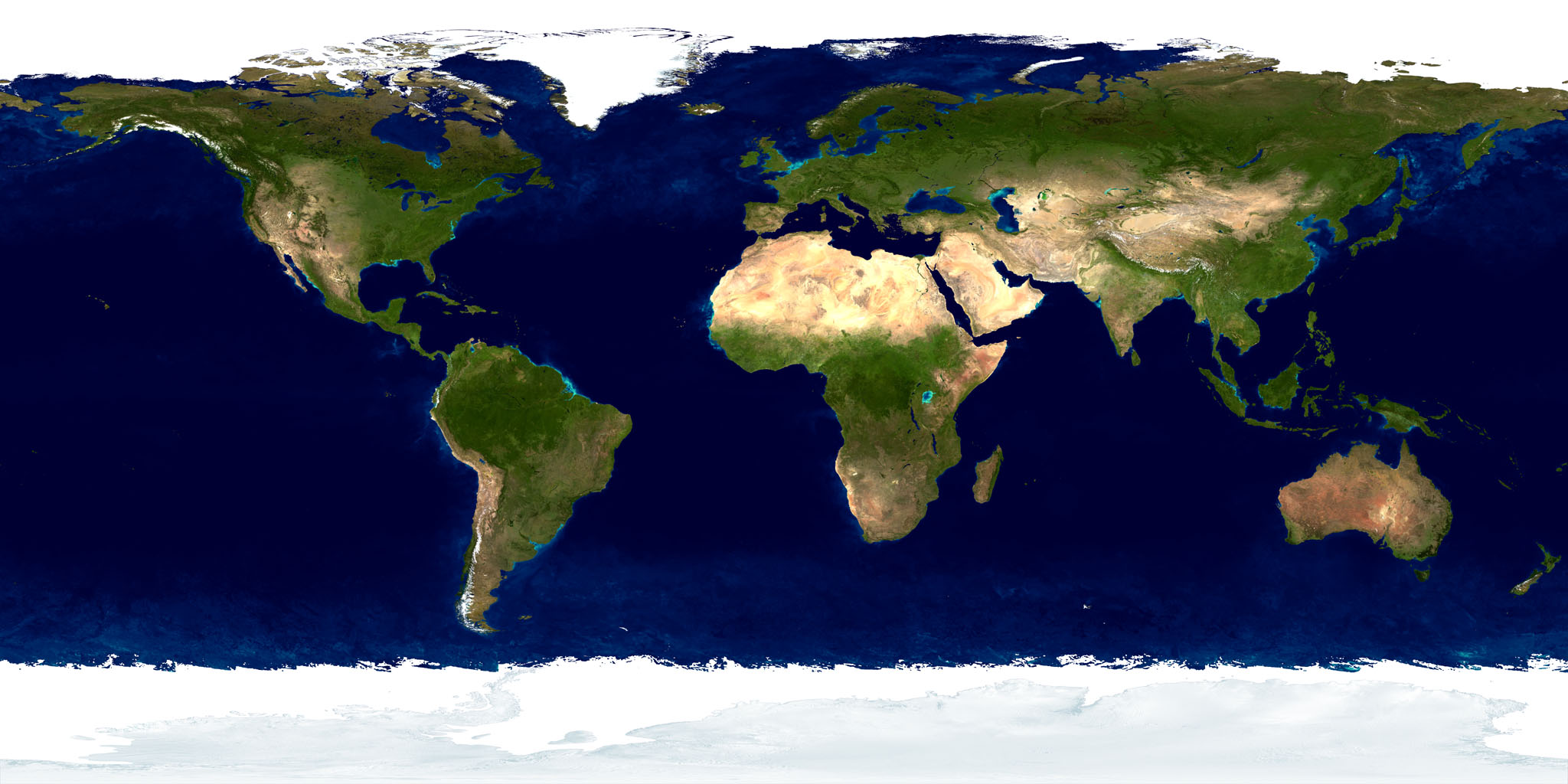
The blue marble: land surface, ocean color and sea ice.

Los estudios de área (en inglés: area studies, en alemán: Regionalwissenschaft) se ocupan de la sociedad, cultura e historia de una determinada región geográfica, y también de su idioma, literatura y análisis lingüístico. Además, la política representa un aspecto importantísimo a considerar. Se caracterizan por una fuerte interdisciplinariedad; se los considera entre los estudios culturales.
En las universidades se ofrecen numerosas carreras en estudios de área, por ejemplo: sinología, japonología, indología, estudios europeos, etc. Es común que el estudio de idiomas tenga un papel preponderante en las mismas.
Se deben diferenciar los estudios de filología, como por ej. letras inglesas, que se ocupan fundamentalmente de los estudios de lengua y cultura inglesa.
En geografía humana se investigan los estudios de área en lo relativo a la génesis y evolución de las regiones.

## Historia
Los estudios de área interdisciplinarios se volvieron cada vez más comunes en los Estados Unidos de América y en la erudición occidental después de la Segunda Guerra Mundial. Antes de esa guerra, las universidades estadounidenses contaban con sólo unos pocos profesores que enseñaban o investigaban sobre el mundo no occidental. Los estudios sobre áreas extranjeras eran prácticamente inexistentes. Después de la guerra, tanto los liberales como los conservadores estaban preocupados por la capacidad de Estados Unidos para responder eficazmente a las amenazas externas percibidas de la Unión Soviética y China en el contexto de la emergente Guerra Fría, así como a las secuelas de la Descolonización de África y la Asia.
En este contexto, la Fundación Ford, la Fundación Rockefeller y la Corporación Carnegie de Nueva York convocaron una serie de reuniones que produjeron un amplio consenso en el sentido de que para solucionar este déficit de conocimiento, Estados Unidos debe invertir en estudios internacionales. Por lo tanto, los fundamentos del campo están fuertemente arraigados en Estados Unidos.  Los participantes argumentaron que un gran grupo de cerebros de politólogos y economistas con orientación internacional era una prioridad nacional urgente. Sin embargo, existía una tensión central entre los que consideraban que, en lugar de aplicar modelos occidentales, los científicos sociales debían desarrollar un conocimiento cultural e históricamente contextualizado de las distintas partes del mundo trabajando estrechamente con los humanistas, y los que pensaban que los científicos sociales debían tratar de desarrollar teorías macrohistóricas generales que pudieran establecer conexiones entre los patrones de cambio y desarrollo en las distintas geografías. Los primeros se convirtieron en defensores de los estudios de área y los segundos en defensores de la teoría de la modernización.
La Fundación Ford acabaría convirtiéndose en el actor dominante en la configuración del programa de estudios regionales en Estados Unidos. En 1950, la fundación estableció el prestigioso Programa de Becas de Área en el Extranjero (FAFP, por sus siglas en inglés), el primer concurso nacional a gran escala para apoyar la formación en estudios de área en Estados Unidos. Entre 1953 y 1966 aportó 270 millones de dólares a 34 universidades para estudios de área y lingüísticos. También durante este periodo, aportó millones de dólares a los comités dirigidos conjuntamente por el Social Science Research Council y el American Council of Learned Societies para talleres de desarrollo de campo, conferencias y programas de publicación. Con el tiempo, los comités conjuntos SSRC-ACLS se harían cargo de la administración del FAFP.
Otros programas grandes e importantes siguieron a los de Ford. En particular, la Ley de Educación para la Defensa Nacional de Estados Unidos de 1957, rebautizada como Ley de Educación Superior en 1965, asignó fondos para unas 125 unidades universitarias de estudios de área conocidas como programas del Centro Nacional de Recursos en las universidades estadounidenses, así como para becas de Estudios de Área y Lenguas Extranjeras para estudiantes de grado y becas para estudiantes de posgrado.
Mientras tanto, los estudios de área también se desarrollaron en la Unión Soviética.

## Campos de estudio
Los campos específicos de estudio varían de institución en institución, y de departamento en departamento, pero los más usuales incluyen:
- Estudios africanos:
  - Egiptología
- Estudios asiáticos:
  - Asiriología
  - Indología
  - Japonología
  - Sinología
  - Turcología
- Estudios europeos:
  - Cultura clásica
  - Bizantinología
  - Estudios celtas
  - Estudios eslavos
- Estudios americanos:
  - Amerindología
  - Estudios latinoamericanos

Otros campos de estudio interdisciplinarios como los estudios de la mujer (llamados también estudios de género) y los estudios étnicos (como por ejemplo los estudios sobre mestizos, afroamericanos, etc.) no se consideran parte de los estudios de área, si bien se suelen incluir en las discusiones relativas a los mismos.

## Instituciones
Existen instituciones de educación superior que se dedican exclusivamente a estudios de área, como por ejemplo la londinense Escuela de Estudios Orientales y Africanos o la Tokyo University of Foreign Studies de Japón.  En la Universidad de Oxford, el St Antony's College se especializa en estudios de área e incluye una gran cantidad de centros de investigación dedicados a diferentes áreas del mundo.
En México se destacan:
- Programa Universitario de Estudios sobre Asia y África, PUEAA (México)

- Seminario Permanente de Estudios Africanos (Facultad de Ciencias Políticas y Sociales, UNAM).

## Controversias dentro del campo
Desde sus inicios, los estudios de área han sido objeto de críticas, incluso por parte de los propios especialistas. Muchos de ellos alegaron que, dado que los estudios de área estaban relacionados con las agendas de la Guerra Fría de la CIA, la FBI y otras agencias militares y de inteligencia, participar en dichos programas equivalía a servir como agente del Estado. Algunos argumentan que existe la noción de que las preocupaciones y prioridades de investigación de EE. UU. definieran el terreno intelectual de los estudios de área.Otros insistieron, sin embargo, en que una vez establecidos en los campus universitarios, los estudios de área empezaron a abarcar una agenda intelectual mucho más amplia y profunda que la prevista por los organismos gubernamentales, por lo que no estaban centrados en Estados Unidos.
Podría decirse que una de las mayores amenazas para el proyecto de los estudios de área fue el auge de la teoría de la elección racional en ciencias políticas y economía.  Para burlarse de uno de los críticos más abiertos de la teoría de la elección racional, el estudioso de Japón Chalmers Johnson preguntó: ¿Por qué hay que saber japonés o algo sobre la historia y la cultura de Japón si los métodos de la elección racional explican por qué los políticos y burócratas japoneses hacen lo que hacen?
Tras la desaparición de la Unión Soviética, las fundaciones filantrópicas y las burocracias científicas pasaron a atenuar su apoyo a los estudios de área, haciendo hincapié en su lugar en temas interregionales como «desarrollo y democracia». Cuando el Social Science Research Council y el American Council of Learned Societies, que durante mucho tiempo habían servido de nexus nacional para recaudar y administrar fondos para los estudios de área, sufrieron su primera gran reestructuración en treinta años, cerrando sus comités de área, los académicos lo interpretaron como una señal masiva sobre el cambiante entorno de la investigación.

### Perspectiva en egiptología
Varios estudiosos han destacado el papel del racismo colonial en la formación de las actitudes de los primeros egiptólogos, y han criticado la continua sobrerrepresentación de las perspectivas norteamericanas y europeas en este campo.  Cheikh Anta Diop en su obra, «El origen africano de la civilización» argumentó que los puntos de vista predominantes en egiptología fueron impulsados por la erudición sesgada y actitudes coloniales.  Del mismo modo, Bruce Trigger escribió que los primeros estudios modernos sobre las poblaciones del valle del Nilo se habían visto «empañados por una confusión de raza, lengua y cultura y por un racismo concomitante». 
El africanista británico Basil Davidson escribió en 1995 que a menudo se asignan etiquetas poco satisfactorias -como «bosquimanos», «negros» o «negroides»- a las poblaciones indígenas africanas. También criticó la hipótesis hamita y otras categorizaciones de las «poblaciones norteafricanas» como «blancas». Davidson añadió además que los «antiguos egipcios pertenecían, es decir, no a ninguna región egipcia específica ni a la herencia de Oriente Próximo, sino a esa amplia comunidad de pueblos que vivían entre el Mar Rojo y el Océano Atlántico, compartían una “cultura sahariano-sudanesa” común y obtenían sus refuerzos de la misma gran fuente, aunque, con el paso del tiempo, también absorbieron a una serie de errantes procedentes de Oriente Próximo». 
En 2018, Stuart Tyson Smith argumentó que una práctica común entre los egiptólogos era «divorciar a Egipto de su contexto propio del noreste de África, enmarcándolo en cambio como parte fundamentalmente de una esfera económica, social y política de Oriente Próximo o “mediterránea”, difícilmente africana en absoluto o, en el mejor de los casos, una encrucijada entre Oriente Próximo, el Mediterráneo oriental y África, lo que conlleva la implicación de que, en última instancia, no es realmente parte de África». Criticó explícitamente la opinión de que el antiguo Egipto estaba claramente «en África» y no era tan claramente «de África» por reflejar «prejuicios egiptológicos de larga data». Concluyó que los rasgos culturales interrelacionados compartidos entre la dinámica del noreste de África y el Egipto faraónico no son «supervivencias» o coincidencias, sino tradiciones compartidas con orígenes comunes en el pasado profundo».
En 2021, Marc Van De Mieroop afirmó que «sólo recientemente la erudición tradicional empezó a reconocer el trasfondo africano de la cultura egipcia, en parte como respuesta al objetivo de la historia mundial de sustituir los relatos dominantes centrados en Occidente por otros más centrados en las aportaciones de otras regiones, incluida África. Al mismo tiempo, las comunidades de la diáspora principalmente africana querían que la historia antigua del continente se abordara fuera de un contexto eurocéntrico, e insistieron, por ejemplo, en el uso del término egipcio antiguo kemet en lugar del europeo». 
En 2022, Andrea Manzo argumentó que los primeros egiptólogos habían situado los orígenes del Egipto dinástico dentro de un «amplio horizonte hamítico que caracterizaba a varias regiones de África» y que estas opiniones habían seguido dominando en la segunda mitad del siglo XX. Manzo afirmó que estudios más recientes habían «señalado la relevancia de los elementos africanos en el surgimiento de la cultura egipcia, siguiendo sugerencias anteriores sobre la realeza y la religión egipcias de Henri Frankfort» que contrarrestaban la visión tradicional que consideraba a Egipto «más estrechamente vinculado a Oriente Próximo que al resto de África».
En 2023, Christopher Ehret señaló que los dos siglos anteriores de estudios occidentales habían presentado Egipto como un «vástago de desarrollos anteriores de Oriente Próximo». No obstante, reconoció que las últimas generaciones de estudiosos de Egipto y Nubia han ido «descubriendo nuevos y amplios conjuntos de pruebas» que han disipado las antiguas suposiciones. Sin embargo, Ehret continuó argumentando que estas viejas ideas habían influido en las actitudes de los estudiosos de otras disciplinas como la genética.